# Fresnay-sur-Sarthe

Fresnay-sur-Sarthe este o comună în departamentul Sarthe, Franța. În 2009 avea o populație de 2,198 de locuitori.